# Ptilotrichum reverchonii

## Đặc điểm
Ptilotrichum reverchonii là một loài thực vật có hoa trong họ Cải. Loài này được Degen & Hervier miêu tả khoa học đầu tiên năm 1906.
Loài cây này khi trưởng thành cao không quá 20cm. Phiến lá rộng và có có lớp lông tơ màu trắng bạc dày đặc phủ quanh lá.

## Phân bổ
Ptilotrichum reverchonii thường sống ở phía Đông Nam Tây Ban Nha bên trên các vách đá vôi. Cây có thể sống trên núi cao hoặc trồng ở trên bức tường khô hoặc nằm ở giữa các khe hở thẳng đứng có mái che.